# الضواحي (فلم 2015)
الضواحي أو ذا أوت سكيرتس (بالإنجليزية: The Outskirts) هو فِلم كوميدي أميريكي قادم، من إخراج بيتر هتشينجز وكتابة دومينيك فيراري وسوزان روبل. الفلم من بطولة كلوديا لي، إيدن شير، فيكتوريا جاستيس، آفان جوجيا، اشلي ريكاردز، بيتون ليست، ويل بليتز، التصوير الرئيسي للفِلم بدأ في 2 يوليو 2014، في غريت نيك، نيويورك. الفلم سيصدر في 6 نوفمبر 2015.

## القصة
تدور أحداث الفلم حول ميندي وجودي الطالبتان المهووستان واللتان يقررا جمع زملائهم من المنبوذين والمستضعفين أمثالهم للانتفام ممن سخرت منهم هي ودائرة أصدقائها في ثورة اجتماعية داخل المدرسة، بعد أن عرضاهن إلى الأهانة وسط المدرسة بواسطة مزحة سخيفة.

## الممثلين
- كلوديا لي بدور ويتني
- إيدن شير بدور ميندي
- فيكتوريا جاستيس بدور جودي
- آفان جوجيا بدور ديف
- اشلي ريكاردز بدور فرجينيا
- بيتون ليست بدور ماكنزي
- كاتي تشانغ بدور كلير
- جازمين ريتشاردسون بدور شوغر
- فرانك ويلي بدور هيرب
- ويليام بيلتز بدور كولن
- تيد ماكغينلي بدور برينسيل ويتمور
- هاري كاتزمان بدور لويس
- نيك بيلي بدور ريك

## تسويق
في 29 يوليو 2014، صدرت صورتين من الفِلم بواسطة انترتينمنت ويكلي، وفي الرابع عشر من مايو 2015 صدر الملصق الرسمي للفلم من خلال حسابات وسائل التواصل الاجتماعي لطاقم الفلم.

## روابط خارجية
- مقالات تستعمل روابط فنية بلا صلة مع ويكي بيانات